# 沃爾沃思 (紐約州)
沃爾沃思（英語：Walworth）是一個位於美國紐約州韋恩縣的鎮。

## 人口
根據2020年美國人口普查的數據，沃爾沃思的面積為87.79平方千米，當中陸地面積為87.68平方千米，而水域面積為0.11平方千米。當地共有人口9449人，而人口密度為每平方千米108人。